# René Ghil
René Ghil, właśc. René Guilbert (ur. 27 września 1862 w Tourcoing, zm. 15 września 1925 w Niort) – francuski poeta belgijskiego pochodzenia.
Był jednym z pierwszych przedstawicieli symbolizmu i teoretykiem tego kierunku. W 1886 opublikował rozprawkę Traité du verbe, w której nawiązywał do teorii Rimbauda o barwie samogłosek, był twórcą koncepcji tzw. poezji naukowej (De la poésie scientifique 1909) zmierzającej do połączenia nauki i sztuki. Jego twórczość poetycka dzieli się na trzy okresy: Dire du mieux (1887-1894), Dire des sangs (1898-1912) i Dire de la loi (1925).